# 시체들의 새벽: 컨테이젼
시체들의 새벽: 컨테이젼(Day of the Dead: Bloodline)은 미국에서 제작된 헥터 헤르난데즈 비센스 감독의 2018년 공포 영화이다. 소피 스켈톤 등이 주연으로 출연하였고 크리스타 캠벨 등이 제작에 참여하였다.

## 출연

### 주연
- 소피 스켈톤
- 조나단 스캐치
- 제프 검
- 마커스 반코

### 조연
- 마크 리노 스미스
- 샤리 왓슨
- 크리스티나 세라피니
- 레이첼 오메라
- 필리스 스피엘먼

## 제작진
- 총괄프로듀서: 에이비 러너
- 배역: 마리앤 스탠니체바
- 배역: 제레미 짐머만